# Liste der Monuments historiques in Plourin
Die Liste der Monuments historiques in Plourin führt die Monuments historiques in der französischen Gemeinde Plourin auf.

## Liste der Bauwerke
| Bezeichnung               | Beschreibung | Standort         | Kennzeichnung | Schutzstatus | Datum | Bild           |
| ------------------------- | ------------ | ---------------- | ------------- | ------------ | ----- | -------------- |
| Manoir                    |              | Kerenneur (Lage) | PA00090267    | Inscrit      | 1977  | weitere Bilder |
| Menhire von Kergadiou     |              | (Lage)           | PA00090268    | Classé       | 1883  | weitere Bilder |
| Tumulus von Rubrat Huella |              | (Lage)           | PA00090269    | Inscrit      | 1963  | weitere Bilder |

## Liste der Objekte
- Monuments historiques (Objekte) in Plourin in der Base Palissy des französischen Kultusministeriums